# Стародорогинська сільська рада
Стародорогинська сільська рада (Старо-Дорогинська сільська рада) — колишня адміністративно-територіальна одиниця та орган місцевого самоврядування у Народицькому і Овруцькому районах Коростенської і Волинської округ, Київської й Житомирської областей Української РСР та України з адміністративним центром у с. Старий Дорогинь.

## Населені пункти
Сільській раді були підпорядковані населені пункти:
- с. Старий Дорогинь
- с. Латаші
- с. Снитище

## Населення
Кількість населення ради станом на 1923 рік становила 1 404 особи, кількість дворів — 256.
Відповідно до результатів перепису населення СРСР, кількість населення ради станом на 12 січня 1989 року становила 1 005 осіб.
Станом на 5 грудня 2001 року, відповідно до перепису населення України, кількість мешканців сільської ради становила 713 осіб.

## Склад ради
Рада складалася з 12 депутатів та голови.

### Керівний склад сільської ради
| ПІБ                       | Основні відомості                                                 | Дата обрання | Дата звільнення |
| ------------------------- | ----------------------------------------------------------------- | ------------ | --------------- |
| Нестерчук Микола Петрович | Сільський голова, 1957 року народження, освіта, безпартійний      | 26.03.2006   | 31.10.2010      |
| Нестерчук Микола Петрович | Сільський голова, 1957 року народження, освіта вища, безпартійний | 31.10.2010   |                 |

Примітка: таблиця складена за даними джерела

## Історія
Створена 1923 року в складі сіл Латаші, Снітища (Снитище), Старий Дорогинь та Стародорогинського хутора Христинівської волості Овруцького повіту Волинської губернії. Станом на 17 грудня 1926 року в підпорядкуванні значився х. Глимів. На 1 жовтня 1941 року хутори Глимів та Новодорогинський не перебували на обліку населених пунктів.
Станом на 1 вересня 1946 року сільська рада входила до складу Народицького району Житомирської області, на обліку в раді перебували села Лобаші (Латаші), Снитища (Снитище) та Старий Дорогин.
На 10 лютого 1952 року в підпорядкуванні значився х. Нивки, який на 1 березня 1961 року не перебував на обліку населених пунктів.
На 1 січня 1972 року сільська рада входила до складу Народицького району Житомирської області, на обліку в раді перебували села Латаші, Снитище та Старий Дорогинь.
Ліквідована 17 листопада 2015 року через об'єднання до складу Народицької селищної територіальної громади Народицького району Житомирської області.
Входила до складу Народицького (7.03.1923 р., 8.12.1966 р.) та Овруцького (30.12.1962 р.) районів.